# Нежданов, Иван Тимофеевич
Иван Тимофеевич Нежданов (род. 26 февраля 1995, Костерёво, Владимирская область) — российский регбист, столб команды «Стрела-Ак Барс». Мастер спорта России (2024).

## Биография
Регби начал заниматься в 2012 году. Первый тренер — Антон Николаевич Цукров. В 2016 году играл в РК «Булава» (г. Таганрог). В команду «ВВА-Подмосковье» пришёл в 2018 году. Бронзовый призёр чемпионата России по регби в составе подмосковной команды. Также занимался мини-футболом.

## Достижения
- Бронзовый призёр чемпионата России по регби (2018)
- Обладатель Кубка России (2023)